# گویش چپنونی
گویش چُپنونی یکی از گویشهای زبان فارسی ایران است. مردم منطقه دهستان چوپانان و چند روستای دیگر واقع در کویر مرکزی ایران به این گویش سخن می‌گویند. این گویش یکی از گویشهای در معرض خطر نابودی است چرا که به علل مختلف مردمانی که به گویش چپنونی سخن می‌گویند، در حال ترک مناطق روستایی خود و مهاجرت به شهرها هستند و ازدواج‌های فرزندان آنان که با مردمان مناطق دیگر انجام پذیرفته موجب شده تا نسل بعدی آگاهی کمی از این گویش داشته باشند.